# Südniedersachsenstiftung
Die Südniedersachsenstiftung ist eine national tätige Stiftung des bürgerlichen Rechts mit Sitz in Göttingen.

## Organisation
Die Südniedersachsenstiftung wurde am 16. März 2004 von Vertretern der Wirtschaft, Wirtschaftsverbände und Hochschulen in der Region sowie den vier Landkreisen Eichsfeld, Göttingen, Northeim, Osterode und der Stadt Göttingen gegründet. Am 7. April 2004 wurde die Stiftung von der Stiftungsbehörde des Landes Niedersachsen offiziell anerkannt. Mittlerweile arbeiten auch die Landkreise Goslar und Holzminden in Stiftungsgremien mit. Zum 1. Januar 2022 wurde die Bildungsregion Südniedersachsen e.V. als Bereich in die SüdniedersachsenStiftung integriert und der Verein in diesem Zuge aufgelöst.
Geleitet wird die Stiftung von einem bis zu sieben Personen umfassenden Vorstand unter dem Vorsitz von Claudia Weitemeyer. Der Vorstand wird von einem Stiftungsrat unterstützt, der Kontroll- und Impulsgeberfunktionen übernimmt. Dem Stiftungsrat gehören bis zu 32 Mitglieder an. In ihm sind die Spitzen von Kommunen, Hochschulen und Verbänden sowie zahlreiche erfolgreiche Unternehmer vertreten. Vorsitzender des Stiftungsrats ist Marcel Riethig, Landrat des Landkreises Göttingen.

## Stiftungszweck
Die Südniedersachsenstiftung versteht sich als eine unabhängige und parteipolitisch nicht gebundene Stiftung, in der sich die vier Säulen der Region – Wirtschaft, Wissenschaft, Bildung und Kommunen – auf Augenhöhe begegnen. Satzungsgemäßer Zweck der Stiftung ist es, die Entwicklung und das Wachstum der Region Südniedersachsen in ihrer Gesamtheit zu fördern.
Ziel der Südniedersachsenstiftung ist es, die Leistungs- und Wettbewerbsfähigkeit der Region nachhaltig zu steigern, die regionalen Potenziale noch besser zu nutzen und das Beschäftigten-, Innovations- und Wissenspotenzial optimal auszuschöpfen. Um dies zu gewährleisten, initiiert die Stiftung gemeinsam mit ihren Partnern Projekte, an deren Umsetzung sich das Team der Stiftung maßgeblich beteiligt. Darüber hinaus entwickelt die Südniedersachsenstiftung als zentrales Moderations- und Steuerungsinstrument neue Strukturprojekte, die die Zukunftsfähigkeit der Region stärken. Zudem hat die SüdniedersachsenStiftung unter anderem gemeinsam mit dem Amt für regionale Landesentwicklung Braunschweig und einer Vielzahl regionaler Partner die Regionalstrategie Südniedersachsen 2020–2025 erarbeitet, die dem damaligen niedersächsischen Ministerpräsidenten Stephan Weil am 20. November 2020 offiziell übergeben wurde.

## Themenfelder und Bereiche
Die SüdniedersachsenStiftung realisiert als unabhängiges zentrales Bindeglied der Region gemeinsam mit ihren Partnern aus Wirtschaft, Wissenschaft, Bildung und Verwaltung landkreis- und institutionsübergreifende Leuchtturmprojekte, um den Standort Südniedersachsen zu stärken und überregional zu präsentieren. Die Tätigkeitsfelder erstrecken sich auf die sechs Themenbereiche Bildung, Gesellschaft und Soziales, Grüne Zukunft, Wirtschaft und Fachkräfte, Wissenschaft und Campus sowie Region. Intern wird die Projektarbeit in vier Bereichen organisiert.

## Fachkräfte und Willkommenskultur
Mit seinen Projekten widmet sich der Bereich den Herausforderungen zur Fachkräftesicherung und -gewinnung. Dazu zählen unter anderem: 

### Fachkräftebündnis Südniedersachsen
Das Fachkräftebündnis Südniedersachsen wurde 2015 im Rahmen der Fachkräfteinitiative Niedersachsen ins Leben gerufen und vom Niedersächsischen Wirtschaftsministerium anerkannt. Es initiiert und begleitet Projekte, um den Fachkräftebedarf der regionalen Unternehmen dauerhaft zu decken. Das Bündnis umfasst die Landkreise Northeim und Göttingen sowie die Stadt Göttingen und verfügt mit mehr als 20 übergeordneten regionalen Arbeitsmarktakteuren über eine breitgefächerte Mitgliederstruktur. Seit dem Start im Jahr 2015 hat die Initiative Fördermittel aus dem Europäischen Sozialfonds (ESF) in Höhe von rund 2 Mio. Euro in die Region geholt.
Zwei Mal im Jahr kommen zudem die regionalen Akteure zur Fachkräftekonferenz Südniedersachsen zusammen, die sich als Plattform für den Austausch von Vertretern aus Wirtschaft, Wissenschaft und Politik etabliert hat. Sie schafft Transparenz für bestehende Aktivitäten und bietet die Möglichkeit, neue Initiativen zu entwickeln, die in das Handlungskonzept der Fachkräftestrategie passen.

### Fachkräfteinitiative für Klimaberufe (FIFKISS)
Um die Klimaziele zu erreichen, braucht es qualifizierte Fachkräfte, die sowohl bauliche Maßnahmen umsetzen als auch mit ihrem Wissen beraten, planen und Impulse für nachhaltige Veränderungen setzen. Hier setzt die Fachkräfteinitiative für Klimaberufe (FIFKISS) an: Sie verbessert die öffentliche Wahrnehmung dieser Berufe und steigert ihre Attraktivität. FIFKISS fördert die Sensibilisierung und Qualifizierung von Fachkräften in regionalen Unternehmen und Einrichtungen. Durch gezielte Maßnahmen soll die Fachkräftegewinnung und -bindung gestärkt werden, um langfristig eine klimaneutrale Entwicklung in Südniedersachsen zu ermöglichen.

### TOPAS – Top Arbeitgeber Südniedersachsen
Damit sich mittelständische Unternehmen aus der Region im Wettbewerb um die besten Köpfe behaupten können, hat die SüdniedersachsenStiftung im Jahr 2012 die Initiative TOPAS – Top-Arbeitgeber Südniedersachsen ins Leben gerufen. Unternehmen haben somit die Möglichkeit, sich als Top-Arbeitgeber auszeichnen zu lassen und ihre Arbeitgeberattraktivität darzustellen.
Um das TOPAS-Label tragen zu dürfen, müssen die Unternehmen eine Qualifizierung rund um die Themen Mitarbeiterfindung und -bindung durchlaufen. Auf dieser Grundlage werden individuelle Ziele erarbeitet, um systematisch das unternehmerische Handeln als TOP Arbeitgeber auszubauen. In Audit-Gesprächen werden die konkreten Maßnahmen der Unternehmen dargestellt und ausgewertet. Ergänzt wird dieses Angebot durch weiterführende TOPAS-Seminare und Workshops sowie regelmäßige Netzwerkveranstaltungen.

### Weiterbildungsverbund Südniedersachsen
Der Weiterbildungsverbund Südniedersachsen ist ein gemeinsames Projekt der SüdniedersachsenStiftung und der Bildungsgenossenschaft Südniedersachsen eG, unterstützt von der Agentur für Arbeit Göttingen. Er vernetzt Unternehmen, Beschäftigte und Bildungspartner aus der Region, um die Weiterbildung in Südniedersachsen nachhaltig zu fördern. Mit einer Übersicht über Fördermöglichkeiten und regionale Angebote sowie durch persönliche Beratung wird der einfache Zugang zur passenden Weiterbildung ermöglicht. Die Messe KarriereKompass bringt zudem seit 2025 gebündelte Informationen rund um Weiterbildung, berufliche Orientierung und Entwicklungschancen an einem Ort zusammen. 

## Innovationsmanagement
Durch die frühzeitige Erschließung wachsender Wirtschaftsfelder und den Wissenstransfer zwischen Wirtschaft und Wissenschaft tragen die Projekte dazu bei, die Wettbewerbsfähigkeit Südniedersachsens nachhaltig zu sichern und auszubauen. Dazu zählen:

### SüdniedersachsenInnovationsCampus
Der SüdniedersachsenInnovationsCampus (SNIC) wurde im Jahr 2016 von den beteiligten Kooperationspartnern ins Leben gerufen. Sein Ziel ist es, Wissenschaft und Wirtschaft stärker miteinander zu vernetzen und die Innovationsdynamik in der Region zu erhöhen. Zu diesem Zweck schlägt der SNIC eine Brücke zwischen Hochschulen und Unternehmen und vernetzt sie mit Partnern aus Kommunen und Kammern.
Kooperationspartner des SNIC sind die Universität Göttingen, die Universitätsmedizin Göttingen, die HAKW Hildesheim/Holzminden/Göttingen, die PFH Private Hochschule Göttingen und die TU Clausthal, die Landkreise Göttingen, Goslar und Northeim sowie die Stadt Göttingen mit ihren Wirtschaftsförderungen, die Handwerkskammer Hildesheim-Südniedersachsen und die Industrie- und Handelskammer Hannover, das Institut für Nanophotonik sowie das Volkswirtschaftliche Institut für Mittelstand und Handwerk an der Universität Göttingen. Die SNIC-Geschäftsstelle ist bei der SüdniedersachsenStiftung verortet. Einige SNIC-Projekte wurden mit Mitteln aus dem Niedersächsischen Vorab der VolkswagenStiftung, des Europäischen Fonds für regionale Entwicklung (EFRE), des Niedersächsischen Ministeriums für Wissenschaft und Kultur und des Niedersächsischen Ministeriums für Wirtschaft, Arbeit, Verkehr und Digitalisierung gefördert.

### Wasserstoff-Allianz Südniedersachsen
Um die Entwicklung Südniedersachsens zur Wasserstoff-Region projekt- und fördermittelunabhängig voranzutreiben, haben sich Vertreter aus Wirtschaft, Wissenschaft und Verwaltung in der nicht rechtsfähigen Wasserstoff-Allianz Südniedersachsen unter dem Dach der SüdniedersachsenStiftung zusammengeschlossen. Sie soll regionale Initiativen und Akteure nachhaltig miteinander vernetzen, um Synergiepotenziale auszuschöpfen, einen zielführenden Wissenstransfer zu etablieren und Projekte zur Erzeugung und Nutzung von Wasserstoff in Südniedersachsen zu entwickeln.

## Regionalmanagement
Der Bereich unterstützt die Identifizierung regionaler Bedarfe, die Koordination von Strategieprozessen sowie die Beantragung und Umsetzung von Entwicklungs- und Zukunftsprojekten. Dazu zählt:

### Zukunftsregion Südniedersachsen
Im Rahmen des Förderprogramms Zukunftsregionen in Niedersachsen haben sich Landkreise Göttingen, Northeim, Goslar und Holzminden sowie die Stadt Göttingen zur Zukunftsregion Südniedersachsen zusammengeschlossen, um gemeinsam zukunftsorientierte regionale Projekte umzusetzen. Bis zum Jahr 2029 stehen dafür rund 6,2 Mio. Euro aus dem Multifondsprogramm Niedersachsen 2021–2027 EFRE-ESF+ zur Verfügung. Für die Förderung von Projekten sind im Handlungsfeld „Regionale Innovationsfähigkeit“ 2,8 Mio. Euro und im Handlungsfeld „Wandel der Arbeitswelt, Chancengleichheit und gesellschaftliche Teilhabe“ 3,3 Mio. Euro reserviert. Das Regionalmanagement für die Zukunftsregion Südniedersachsen ist bei der SüdniedersachsenStiftung verortet.

## Bildungsregion Südniedersachsen
Die Bildungsregion Südniedersachsen vereint Land, Kommunen und Bildungseinrichtungen, um eine hohe Bildungsqualität und -gerechtigkeit durch transparente Zugänge und barrierearme Übergänge zu gewährleisten. Sie arbeitet mit Schulen, Unternehmen und weiteren Partnern zusammen, um innovative Bildungsprojekte zu realisieren und die Bildungsbiografie von Kindern und Jugendlichen durch gezielte Maßnahmen nachhaltig zu unterstützen. Als staatlich-kommunale Verantwortungsgemeinschaft setzt die Bildungsregion auf strategische Kooperationen, um Entwicklungsprozesse zu identifizieren, Abstimmungsprozesse zu fördern und nachhaltige Handlungsoptionen für die Region zu entwickeln.

### Übergang Kita-Schule
Angesichts der wachsenden Vielfalt in sozialen, sprachlichen und kulturellen Lebenslagen gewinnen frühkindliche Bildung und schulische Förderung an Bedeutung. Fachkräfte in beiden Systemen stehen vor der Aufgabe, diese Vielfalt im Blick zu behalten und Kinder in ihrer Unterschiedlichkeit zu unterstützen. 
Die Projekte der Bildungsregion Südniedersachsen vernetzen Akteure aus Kita, Schule, Jugendhilfe und weiteren Bildungsbereichen sowie Politik, Verwaltung, Land und Kommune, fördern den Übergang zwischen Kita und Grundschule und stärken die Zusammenarbeit in der Region. 

### Übergang Schule-Beruf
Die Bildungsregion Südniedersachsen bietet eine Vielzahl von Initiativen und Programmen, um den Übergang von der Schule in den Beruf zu erleichtern. Ziel ist es, Schüler frühzeitig auf die Anforderungen der Arbeitswelt vorzubereiten und Unternehmen mit potenziellen Fachkräften zu vernetzen. Durch diese vielfältigen Programme schafft die Bildungsregion Südniedersachsen eine strukturierte und nachhaltige Unterstützung für junge Menschen auf ihrem Weg in die Berufswelt. Unternehmen profitieren von frühzeitigen Kontakten zu potenziellen Fachkräften, während Schüler wertvolle Orientierung und Praxiserfahrung erhalten.

### Übergreifende Themen
Neben den Übergängen von der Kita in die Schule und von der Schule in den Beruf verfolgt die Bildungsregion Südniedersachsen in einer Vielzahl von Projekten das Ziel, Bildungsgerechtigkeit und Chancengleichheit entlang der gesamten Bildungsbiografie zu fördern – von der frühkindlichen Bildung bis zum Beruf. Im Bereich der Teilhabe und Inklusion werden Übergänge für Kinder mit Förderbedarf verbessert und barrierefreie Bildungszugänge geschaffen. Bildungswegweiser bieten digitale Orientierungshilfen für Schüler, Eltern und Fachkräfte. Im Netzwerk MINT:ZE ist eine regionale Allianz zur Förderung von Kompetenzen in Mathematik, Informatik, Naturwissenschaften und Technik – unter anderem durch mobile Lernangebote, digitale Plattformen und praxisnahe Experimente entstanden.